# Godesberg-Nord
Godesberg-Nord este numele oficial al unui district din districtul Bad Godesberg din orașul federal Bonn. Acesta se învecinează cu cartierele Schweinheim în sud-vest, Friesdorf în nord-vest, Plittersdorf în nord-est și Alt-Godesberg în sud-est. Cartierul are aproximativ 1.800 de locuitori. În nord-est, granița cu cartierul Plittersdorf formează traseul șinei de cale ferată din stânga cursului Rinului.

## Descriere
Denumirea uzuală pentru Godesberg-Nord este „Bendel” (Bendel este scrierea veche a cuvântului Bändel, tradus: pamblică). Locuințele se concentreză în cartier în mare parte de-a lungul graniței cu Schweinheim, pe dealul ruinei Godesburg. Prin cartier trecea un braț al Rinului. Clădirile constau în principal din apartamente pentru muncitori și companii de la companiile situate în apropiere (de ex. B. Kleutgen & Meier, Carabiniere metalice Schiller'sche sau Fabrica de Tapet Faßbender). În a doua jumătate a sec. al XX-lea acestea au fost în mare parte reînnoite si redate întrebuințării ca blocuri de apartamente. Structura socială a districtului este foarte diferită față de cea din Alt-Godesberg, care și-a făcut un nume ca stațiune balneară, precum și față de celelalte districte din Bad Godesberg care au fost încorporate ulterior. Cartierul are o structură socială mixtă cu clasă de mijloc și de jos germană și cu o componentă imigrantă relativ mare, însă caracteristică districtului Bad Godesberg.
Cea mai mare parte a cartierului Godesberg-Nord constă dintr-o zonă industrială și comercială. În centrul districtului se află un teren de sport, care conform conceptului de dezvoltare al orașului din 2006 aparține orașului Bonn. Cartierul va fi dezvoltat în următoarea perioadă pe partea sa de industrie și comerț.

## Atracții turistice
- Magazinul HARIBO Fabrikverkauf (tradus: vânzare din fabrică) a fost reconstruit în anul 2019. (Adresă: Friesdorferstraße 125)

## Legături externe
- Spre districtul Godesberg-Nord Arhivat în 27 septembrie 2007, la Wayback Machine. în publicația locală General-Anzeiger Bonn (DE)